# Jesuitenkolleg Speyer

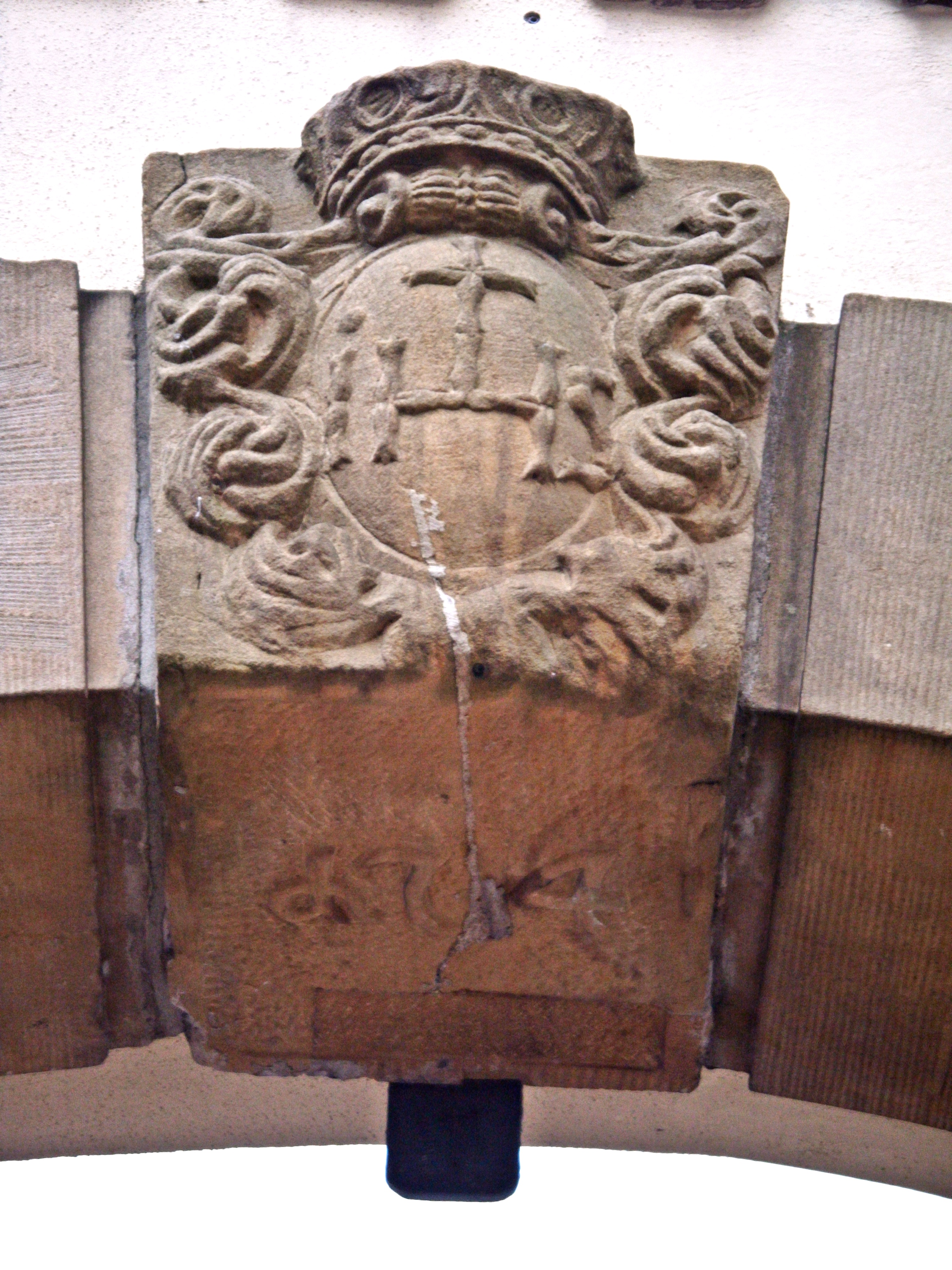
Wappenschlussstein vom Eingangstor des Jesuitenkollegs Speyer (1714), jetzt in Grünstadt

Das Jesuitenkolleg war eine 1567 bzw. 1571 auf Initiative des Speyerer Domkapitels gegründete Niederlassung des Jesuitenordens mit zugehörigem Kolleg und Kirche, welche ihren Sitz in der Kernstadt von Speyer, nördlich neben dem Dom hatte.

## Geschichte

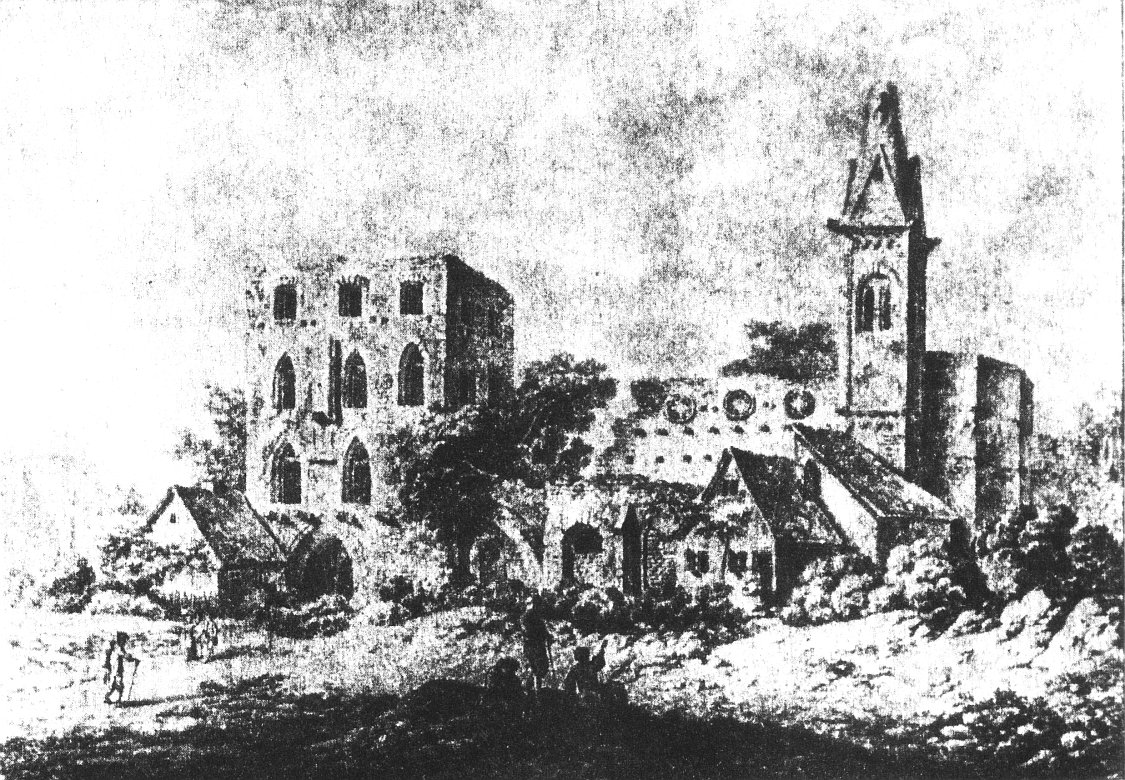
Die Ruine von St. Nikolaus im Jahr 1782. Hier befand sich die erste Speyerer Jesuitenniederlassung (links davon der nicht zur Kirche gehörende Nikolaus- oder Domstaffelturm der Stadtbefestigung).

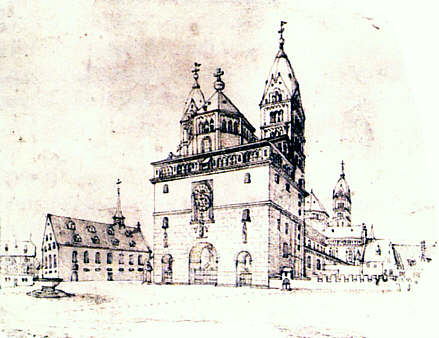
Die sogenannte „Kölner Zeichnung“ des Speyerer Domes, von 1606. Links daneben die Jesuitenkirche

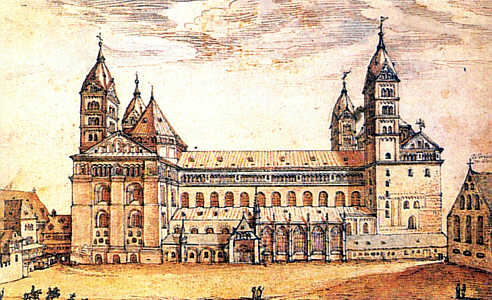
Die sogenannte „Wiener Zeichnung“ des Speyerer Domes (Nordseite), von 1610. Rechts daneben die Ostfassade der Jesuitenkirche

Im Zuge der Gegenreformation kamen die Jesuiten nach Speyer. Nachdem bereits der Hl. Petrus Faber 1542 dort gewirkt hatte, ließ sich der Orden ab 1567 dauerhaft hier nieder.
1564 hielt sich Lambert Auer, der Rektor des Jesuitenkollegs Mainz zur Erholung in Speyer auf und hatte die Menschen durch seine Predigten im Dom sowie in St. Jakob begeistert. 1565 konnte der hiesige Domprediger Hans Hering krankheitshalber sein Amt nicht ausüben. Im November des Jahres starb zudem sein Vertreter, der Kreuzaltar-Pfarrer Nikolaus Hutzel. Der pflichteifrige Speyerer Generalvikar Andreas von Oberstein wandte sich in dieser Notsituation an Erzbischof Daniel Brendel von Homburg in Mainz, den er gut kannte, da er aus dem Speyerer Domstift hervorgegangen war. Er bedrängte ihn förmlich, Pater Lambert Auer aus Mainz zu beurlauben und ihn erneut nach Speyer zu schicken, damit für die Kathedrale ein guter Prediger zur Verfügung stehe. Erzbischof Brendel genehmigte dies, knüpfte aber daran die Bedingung, dass man baldmöglichst auch in Speyer ein Jesuitenkolleg gründen solle, um zukünftig selbst derartige Geistliche zu haben. Auer kam deshalb Ende 1565 als provisorischer Domprediger nach Speyer und versah dieses Amt bis in den Herbst 1566 hinein. Er wurde abgelöst von Pater Hermes Halpaur der ihm als Domprediger nachfolgte und 1567 erster Rektor des Jesuitenkollegs Speyer wurde.
Das Domkapitel billigte in seiner Sitzung vom 17. Januar 1567 die Gründung eines Jesuitenkollegs, zum 5. Mai 1567 begannen die Jesuiten an der Domschule zu unterrichten. In dieser Zeit ist auch eine Tätigkeit von St. Petrus Canisius in Speyer nachgewiesen.
Wegen Schwierigkeiten mit der die Jesuiten ablehnenden Stadtverwaltung stellte das Domkapitel erst 1571, mit Zustimmung des Bischofs Marquard von Hattstein, die formelle Stiftungsurkunde für das Speyerer Jesuitenkolleg aus.:S. 359–362 Darin wurde dem Kollegium gegen eine jährliche Zahlung von 700 Gulden, 50 Malter Korn, 20 Malter Gerste und 5 Fuder Wein die nördlich des Domes gelegenen St. Nikolaus-Kapelle mit einem daneben befindlichen Wohnhaus überlassen. Darüber hinaus bat das Domkapitel den damaligen Jesuitengeneral Franz von Borgia um die Entsendung von fünf Jesuiten nach Speyer, wovon einer griechisch verstehen, ein zweiter hochdeutsch im Dom predigen und die anderen drei theologische Vorlesungen halten sollten.
Das Kolleg entstand gegen den die Gründung verzögernden Einspruch des mehrheitlich protestantischen Stadtrats und wurde, wie Franz Xaver Remling schreibt „mit ausgezeichneten Männern besetzt, welche im Geiste des Ordens in den Schulen und in der Seelsorge kräftigst wirkten.“:S. 311 Wie schon erwähnt übernahmen seine Mitglieder ab 1567 auch die früher vom Domkapitel geführte Domschule an der Ecke Stuhlbrudergasse/Pistoreigasse. Sie wurde von ihnen zu einem (katholischen) Gymnasium ausgebaut, das um 1600 bereits 400 bis 500 Schüler besuchten.
Da die Gottesdienste und Vorlesungen der Jesuiten offenbar sehr beliebt waren, erwiesen sich die Nikolauskapelle und das angrenzende Haus als zu klein, sodass das Domkapitel ihnen 1598 die in der Nähe des Westwerks des Domes gelegene Christopheruskapelle mit der angrenzenden Alten Domdechanei übergab. Beide Gebäude ließen die Jesuiten um 1600 abreißen und an dieser Stelle eine Kirche mit einem polygonen Treppentürmchen an der Nordseite errichten, wobei der Grundriss ein etwas verschobenes Rechteck umschreibt. Der saalartige Kirchenraum besaß wohl eine flache Decke und vor der geraden Ostmauer des Gebäudes eine eingezogene Halbkreisapsis hinter der sich noch eine Sakristei befand. Die Jesuitenkirche ist auch auf der Kölner und der Wiener Domzeichnung von 1606 bzw. 1610 zu sehen. Auf beiden Ansichten ist das gleiche Gebäude abgebildet, auf der Wiener Zeichnung allerdings die Ostseite ohne eine Apsis. Es ist daher fraglich ob auf diesen historischen Darstellungen schon der Neubau der Jesuitenniederlassung erscheint, oder noch der alte Baubestand um 1600.

Der belgische Jesuit und Bollandist Daniel Papebroch (1628–1714) schreibt 1660 in seinen Reiseaufzeichnungen über Kolleg und Kirche:

„Unser Kolleg liegt an einem rechteckigen Platz an der Nordseite des Domes, dessen gegenüberliegende Seite das Palais des Bischofs einnimmt und die beiden restlichen Seiten das Kolleg mit seiner Kirche und der Nikolauskirche, die von den Unseren für die Bürger-Sodalität benutzt wird. Die Kollegs-Bibliothek ist gut mit Büchern bestückt. In der Sakristei sahen wir drei Silberstatuen der Heiligen Jungfrau, der Heiligen Ignatius und Xaverius, fast drei Fuß hoch und ein Kruzifix aus Silberguß, dazu vier Kristall-Leuchter. Die Kirche selbst sieht von außen nicht wertvoll aus. Innen ist sie unseren Bedürfnissen sehr gut angepaßt und ganz ansehnlich. Die Decke oben ist nicht gewölbt, aber schön kassettiert. In der Kirche läuft ein breiter Balkon ringsum, den auch eine geschmackvoll geschnitzte und bemalte Holz-Balustrade mit ihren Durchlässen fürs Licht nach vorne hin absichert. Und hier kommen fast alle katholischen Bürger zu religiösen Übungen zusammen. Zwar sind das wenige, aber einflußreiche. Dazu kommt die Mehrheit der Mitglieder der kaiserlichen Kammer mit ihren Bediensteten. Mitten in der Kirche gibt es eine Pieta; die jungfräuliche Mutter hält unter dem Kreuz den Leichnam ihres Sohnes auf dem Schoß.“

Die neuen Gebäude bestanden nicht einmal 100 Jahre, da sie 1689 wie weite Teile der Stadt Speyer dem Stadtbrand zum Opfer fielen. Nach der Rückkehr der Bewohner um 1698 wurde mithilfe von Spenden der Gläubigen und Geldern die der verhältnismäßig wohlhabende Orden zur Verfügung stellte, zunächst das Gebäude der Schule wiederaufgebaut und zwischen Stuhlbrudergasse und Domgarten ein neues Kolleg in Form einer vierflügeligen Anlage mit Innenhof errichtet, deren zweistöckiges Hauptgebäude an der Stuhlbrudergasse lag und in der Mitte durch ein Risalit gegliedert war. Vollendet wurde die Anlage 1727 mit dem Bau der neuen Jesuitenkirche, welche unweit des Domes am Ort der 1689 zerstörten Kirche stand und somit den Südflügel der Anlage bildete. Sie war im Inneren 33 Meter lang, 14,11 Meter breit und bis zur Flachdecke 12,26 Meter hoch, hatte fünf Fensterachsen und besaß im Gegensatz zu der 1689 zerstörten Kirche keine eingezogene Apsis, sondern gerundete Ecken, wodurch der Raum etwas größer war.
Als 1752 ohne Vorwarnung ein Turm des Guidostifts, welcher den Stadtbrand überstanden hatte, auf das Langhaus der Guidokirche stürzte, wodurch ein Mann aus Otterstadt ums Leben kam, erkannte man, dass auch das Westwerk des Domes, welches den Stadtbrand überstanden hatte, insbesondere dessen Türme eine Gefahr darstellten. Daher wurde 1752 der nordwestliche Turm und 1757 schließlich den Rest des Westbaus abgesehen von der romanischen Vorhalle abgebrochen.
All diese Bemühungen um den Schutz des Kollegs änderten nichts daran, dass der Jesuitenorden am 21. Juli 1773 durch das Breve Dominus ac Redemptor vom zuvor durch Spanien, Frankreich und Portugal unter Druck gesetzten Papst Clemens XIV. aufgehoben wurde. Dies beendete auch die Geschichte des Speyerer Jesuitenkollegs, womit seine Gebäude wieder in den Besitz des Domkapitels übergingen. Das von den Jesuiten geleitete katholische Gymnasium (Stuhlbrudergasse 5) bestand, während die übrigen Gebäude umgenutzt wurden, weiterhin. Es wurde zunächst von Weltgeistlichen, dann von 1777 bis 1779 von Franziskanern, danach wieder von Weltgeistlichen geleitet, bis es schließlich 1787 an die Augustiner übergeben wurde, die es bis zu seiner Auflösung in der Französischen Revolution leiteten.
Nach der Eroberung Speyers durch Revolutionstruppen wurden das Kolleg, die Kirche, sowie die unter dem Westteil der Kirche befindliche Gruft, ebenso wie der benachbarte Dom geplündert, und als Speyer offiziell zu Frankreich gehörte als Nationaleigentum eingezogen und verpachtet. Allerdings erlebte die Jesuitenkirche in der Zeit als der Dom für Gottesdienste gesperrt war eine kurze Nutzung als Kirche der katholischen Gemeinde, der die Kirche für Gottesdienste überlassen worden war. Diese wurde 1806 durch ein kaiserliches Dekret mit der Franziskanerpfarrei, welche ihre Gottesdienste in der Kirche des ehemaligen Franziskanerklosters feierte, fusioniert. Diese Pfarrei erhielt als Pfarrkirche den infolge der Revolution verwüsteten Dom, dessen Wiederherstellung aus dem Verkauf der Kapuzinerkirche, der Franziskanerkirche und der Jesuitenkirche finanziert werden sollte, welche Napoleon mit einem am 23. September in Saint-Cloud bei Paris unterzeichneten Dekret erlaubte. Die so erworbenen Geldmittel, wobei der Verkauf der Jesuitenkirche, welcher am 4. Februar 1807 auf Anweisung des Präfekten durchgeführt wurde, 3150 Franken einbrachte, genügten aber nur für eine grobe Ausbesserung der Schäden, sodass der Gottesdienst weiterhin in der Klosterkirche von St. Magdalena stattfand.
Nach dem Ende der französischen Herrschaft und der Angliederung der Pfalz an Bayern wurde die Kirche als Reithalle verwendet, während das Kolleg als Kaserne diente. 1816 wurden die Gebäude vermessen und verschiedene Pläne und Schnitte der Gebäude angefertigt, wobei man festhielt, dass die Gebäude in einem guten baulichen Zustand seien. 1867 plante man einen Neubau des Süd- und Ostflügels mit Fassaden im Maximilianstil, was den Dom wohl schwer beeinträchtigt hätte. Allerdings wurden diese Pläne nie umgesetzt, sie lagern heute im Kriegsarchiv München. 1880 erfolgte schließlich der Abriss der Gebäude und die Errichtung der Domherrenkurie auf dem Gelände. Die Gruft wurde dabei verfüllt und 1925 bei Kanalisierungsarbeiten wieder ausgegraben und durch ein modernes Treppenhaus zugänglich gemacht, dessen Zugang sich hinter einer unscheinbaren Eisentüre in der Terrassenmauer der Edith-Stein-Platzes am Anfang der Stuhlbrudergasse befindet.

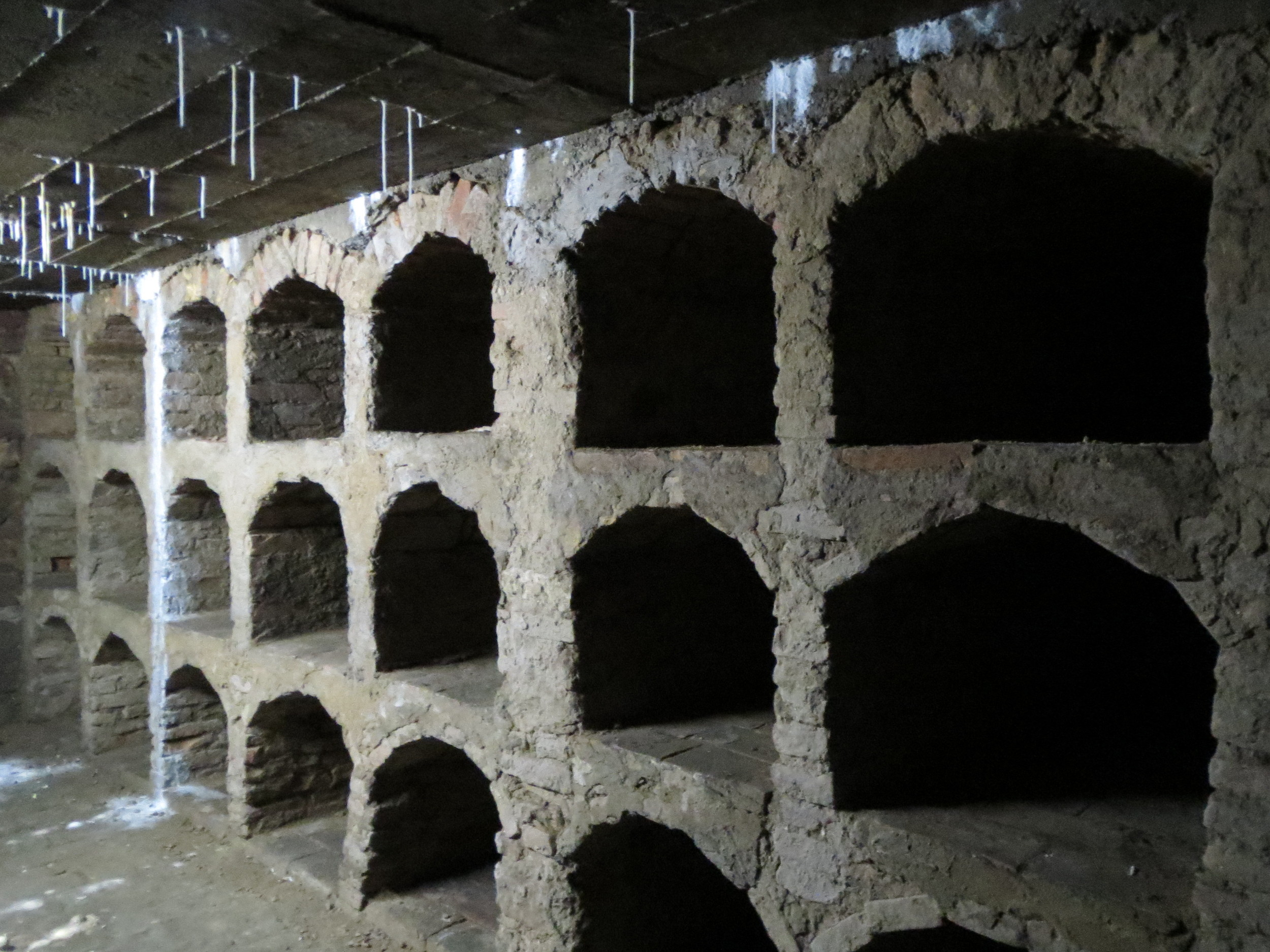
Die Gruft der ehemaligen Jesuitenkirche

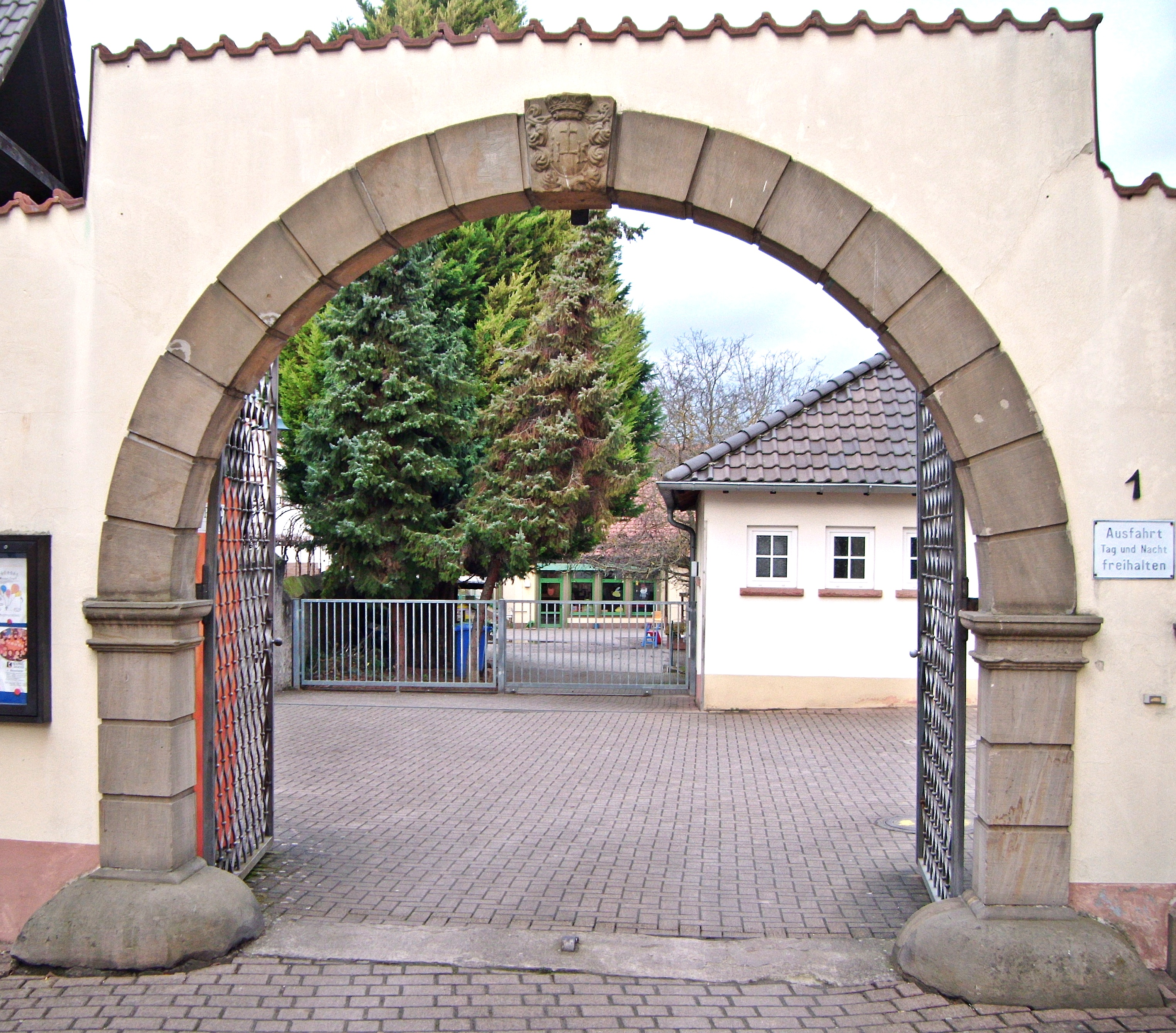
Eingangstor des Speyerer Jesuitenkollegs (1714), seit 1961 an der kath. Kirche St. Peter, Grünstadt

## Heutige Überreste
Heute erinnert am ehemaligen Standort noch die erhaltene Gruft an das Jesuitenkloster. Eine zeitgenössische bildliche Darstellungen gibt es lediglich auf der sogenannten „Kölner Zeichnung“ aus dem Jahr 1606, auf der sich die Kirche am linken Bildrand befindet und auf der 1610 entstandenen „Wiener Zeichnung“. Auf den verschiedenen Stadtansichten sind die Kirche und die zu ihr gehörenden Gebäude nicht zu sehen, da sie aufgrund ihrer Lage immer durch den Dom verdeckt werden, allerdings wird auf Matthäus Merians Stadtansicht von 1637 ein Gebäude östlich des Domes (es trägt die Nummer 9) mit Jesuiter Coll. bezeichnet, womit Merian vermutlich die zur Kirche gehörende Schule meint, welche allerdings nördlich der Kirche (heute Stuhlbrudergasse 5) lag und somit von anderen Gebäuden vor allem dem Dom verdeckt wird. Auch auf Philipp Stürmers Bild Die Freie Reichsstadt Speyer vor der Zerstörung im Pfälzischen Erbfolgekrieg 1689 ist die gesamte Anlage durch den Dom verdeckt. Daneben existieren laut Bernhard Röttger im Bayerischen Kriegsarchiv Pläne die die Anlage 1816 und 1821 zeigen.
Das qualitative Barock-Portal des Speyerer Kollegs, aus gelbem Sandstein, mit Jesuiten-Wappenkartusche (bezeichnet 1714), befindet sich seit 1961 an der katholischen Kirche von Grünstadt (Einfahrt zum Hof des Pfarrheims bzw. Schwesternhauses). Es stand einst in der Stuhlbrudergasse, war seit seinem Abriss in Speyer eingelagert und wurde auf Initiative des damaligen Stadtpfarrers Theodor Nauerz in Grünstadt wiederverwendet.

## Persönlichkeiten
- Hermes Halpaur († 1572); Jesuit, Prediger, erster Speyerer Rektor von 1567–1571
- Peter Michael Brillmacher (1542–1595); Jesuit, Theologe, ab 1569 am Kolleg Speyer, 1570 dort Vize-Rektor, 1571–1579 Rektor
- Petrus Canisius (1521–1597); Jesuit, Theologe, Kirchenlehrer, Heiliger, wirkte vor 1571 in Speyer
- Athanasius Kircher (1602–1680); Jesuit, Universalgelehrter, verbrachte 1628/29 sein Terziat in Speyer und hielt sich nochmals 1632 dort auf.[14]
- Johannes Magirus (1559–1609); wirkte 1592–1609 am Speyerer Kolleg als Schulprinzipal, Prediger und Kontroverstheologe
- Wilhelm Wolff von Metternich zur Gracht (1563–1636); adliger Jesuit, Schriftsteller, 1595–1617 Rektor des Speyerer Kollegs[15]
- Friedrich Spee (1591–1635); Jesuit, Theologe und Dichter, lehrte um 1616/17 am Speyerer Kolleg und verbrachte hier 1627/28 sein Terziat.[16]
- Peter Kircher (1592–1629); Prediger und Hexenseelsorger in Bamberg, trat 1610 ins hiesige Kolleg ein
- Philipp Kisel (1609–1681); gehörte als Speyerer Domprediger zeitweise dem hiesigen Kolleg an, später Rektor des Wormser Jesuitenkollegs und Theologieprofessor in Bamberg
- Philipp Gersenius (1665–1727); Domprediger in Würzburg, Hochschullehrer in Würzburg und Bamberg, ab 1723 Rektor des Speyerer Kollegs
- Adam Staudinger (1696–1762), Philosoph und Kirchenrechtler, nach 1745 Rektor des Kollegs
- Joseph Pfriemb (1711–nach 1771); 1762 bis 1770 Rektor des Speyerer Kollegs, Lehrer an verschiedenen Hochschulen